# Самки (Кезский район)
Самки — опустевшая деревня в Кезском районе Удмуртской республики.

## География
Находится в северо-восточной части Удмуртии на расстоянии приблизительно 22 км на северо-восток по прямой от районного центра поселка Кез.

## История
Известна была с 1873 года как починок Самковской (Самкогурт) всего 5 дворов. В 1905 году (уже деревня Самковская или Над Ключом) 21 двор, в 1920 (деревня Самки) — 29 (23 удмуртских и 6 русских), в 1924 — 22. До 2021 года входила в состав Мысовского сельского поселения.

## Население
Постоянное население составляло 53 человека (1873), 112 (1905), 140 (1924), 2 человека в 2002 году (русские 50 %, удмурты 50 %), 0 в 2012.